# 암설 순상 화산

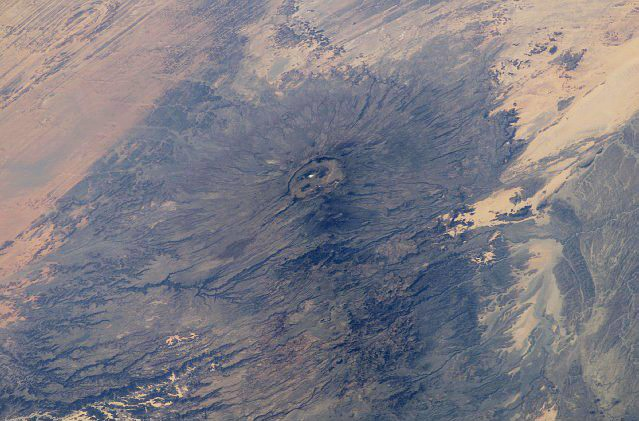
국제우주정거장에서 바라본 에미쿠시산.

암설 순상 화산(pyroclastic shield, ignimbrite shield)은 화산의 한 형태로, 순상 화산의 일종이다. 그러나 일반적인 순상 화산에 비해 폭발력이 강력하며, 큰 분출없이 용암이 주로 나오는 일반 순상 화산과 달리 화산쇄설류, 화산재, 용암이 같이 나오는 순상 화산이다. 현무암질에 비해 안산암질이 훨씬 많으며, 대표적인 예로 에미쿠시산, 아포예퀘산, 암브림섬, 마사야산 등이 있다. 이들은 대부분 강력한 분화를 통해 형성되었다.